# Filozofska fakulteta v Zagrebu
Filozofska fakulteta (izvirno hrvaško Filozofski fakultet u Zagrebu), s sedežem v Zagrebu, je fakulteta, ki je članica Univerze v Zagrebu.